# دبوسي أخضر
دبوسي أخضر (الاسم العلمي: Claviceps viridis) هو نوع من الفطريات يتبع جنس الدبوسي من الفصيلة الدبوسية.